# Canton de Villemomble
Le canton de Villemomble est une circonscription électorale française située dans le département de la Seine-Saint-Denis et la région Île-de-France.
À la suite du redécoupage cantonal de 2014, les limites territoriales du canton sont remaniées, et le nombre de communes du canton passe de une à trois.

## Géographie
Le canton de Villemomble est une circonscription électorale française située la partie centre-sud-est de la Seine-Saint-Denis. Il recouvre une partie du pays d'Aulnoye (hauteurs du Raincy), au nord, et une partie du plateau d'Avron, sur les communes de Villemomble et de Neuilly-Plaisance, séparées l'une de l'autre par la dépression de Gagny.

## Histoire
- Le canton de Villemomble a été créée par le décret du 20 juillet 1967, lors de la constitution du département de la Seine-Saint-Denis. Il était constitué par la seule commune de Villemomble[1].

- Antérieurement, Villemomble faisait partie du 32e secteur de la Seine, avec Rosny-sous-Bois.

| Période                                      | Période      | Identité         | Étiquette | Qualité |
| -------------------------------------------- | ------------ | ---------------- | --------- | --- |
| 1959 32e secteur Rosny-sous-Bois-Villemomble | 1964 (décès) | Victor Larcher   | UNR       | Chef de personnel d'entreprise Maire de Villemomble (1953-1964)                                               |
| 1964 32e secteur                             | 1967         | Robert Calméjane | UNR       | Administrateur de sociétés Maire de Villemomble (1964 → 1977 et 1983 → 1999) Député de la Seine (1958 → 1967) |

Un nouveau découpage territorial de la Seine-Saint-Denis entré en vigueur à l'occasion des premières élections départementales suivant le décret du 21 février 2014. Les conseillers départementaux sont, à compter de ces élections, élus au scrutin majoritaire binominal mixte. Les électeurs de chaque canton élisent au Conseil départemental, nouvelle appellation du Conseil général, deux membres de sexe différent, qui se présentent en binôme de candidats. Les conseillers départementaux sont élus pour 6 ans au scrutin binominal majoritaire à deux tours, l'accès au second tour nécessitant 12,5 % des inscrits au 1er tour. En outre, la totalité des conseillers départementaux est renouvelée. Ce nouveau mode de scrutin nécessite un redécoupage des cantons dont le nombre est divisé par deux avec arrondi à l'unité impaire supérieure si ce nombre n'est pas entier impair, assorti de conditions de seuils minimaux. En Seine-Saint-Denis, le nombre de cantons passe ainsi de 40 à 21.
Dans ce cadre, le canton de Villemomble est conservé et s'agrandit : il incorpore l'ancien canton de Neuilly-Plaisance ainsi que Le Raincy, qui dépendait de l'ancien canton du Raincy, ces deux cantons étant supprimés.

## Représentation

### Représentation de 1967 à 2015
| Période       | Période          | Identité                              | Étiquette             | Qualité |
| ------------- | ---------------- | ------------------------------------- | --------------------- | --- |
| 1967          | 1988             | Robert Calméjane                      | UNR puis UDR puis RPR | Administrateur de sociétés Maire de Villemomble (1964 → 1977 et 1983 → 1999) Député de la Seine (1958 → 1967) et de la Seine-Saint-Denis (1968 → 1973) Sénateur (1986 → 2002) |
| 1988          | 2007 (démission) | Patrice Calméjane (fils du précédent) | RPR puis UMP          | Ingénieur Maire de Villemomble (1999 → ) Député de la Seine-Saint-Denis (2007 → 2012) Démissionnaire à la suite de son élection comme député en juin 2007                     |
| octobre 2007, | 2015             | Jean-Michel Bluteau                   | UMP                   | Conseiller commercial en télécommunications Maire-adjoint (2001 → 2014) puis conseiller municipal (2014 → ) de Villemomble                                                    |

### Représentation depuis 2015
| Période élective | Période élective | Mandat | Mandat   | Identité            | Nuance | Nuance | Qualité |
| ---------------- | ---------------- | ------ | -------- | ------------------- | ------ | ------ | --- |
| 2015             | 2028             | 2015   | 2021     | Jean-Michel Bluteau |        | DVD    | Conseiller commercial en télécommunications Maire de Villemomble (2020 → ) Président du groupe LR du conseil départemental (2015 → ) |
| 2015             | 2028             | 2015   | 2021     | Michèle Choulet     |        | LR     | Huissier Conseillère municipale de Neuilly-Plaisance (2008 → )                                                                       |
| 2021             | 2027             | 2021   | en cours | Jean-Michel Bluteau |        | DVD    | Conseiller sortant |
| 2021             | 2027             | 2021   | en cours | Michèle Choulet     |        | LR     | Conseillère sortante |

### Résultats détaillés

#### Élections de mars 2015
Quatre binômes se présentaient aux élections départementales de 2015 dans le canton : 
- Rémy Benayoun (PS) et Ginette Contrastin (ELLV)
- Patrick Julien Fauvet (FN) et Gisèle Metay (FN)
- Xavier Hirsch (FG) et Danielle Hrouda (PCF)
- Michèle Choulet (UMP) et Jean-Michel Bluteau, sortant (UMP)[10]

À l'issue du 1er tour des élections départementales de 2015, deux binômes sont en ballottage dans ce canton marqué à droite : Jean-Michel Bluteau et Michèle Choulet (UMP, 44,14 %) et Rémy Benayoun et Ginette Contrastin (Union de la Gauche, 25,28 %). Le taux de participation est de 44,01 % (17 322 votants sur 39 363 inscrits) contre 36,83 % au niveau départemental et 50,17 % au niveau national. 
Au second tour, Jean-Michel Bluteau et Michèle Choulet (UMP) sont élus avec 65,62 % des suffrages exprimés et un taux de participation de 41,32 % (9 992 voix pour 16 262 votants et 39 361 inscrits).

#### Élections de juin 2021
Le premier tour des élections départementales de 2021 est marqué par un très faible taux de participation (33,26 % au niveau national). Dans le canton de Villemomble, ce taux de participation est de 29,73 % (11 449 votants sur 38 504 inscrits) contre 24,35 % au niveau départemental. À l'issue de ce premier tour, deux binômes sont en ballottage : Jean-Michel Bluteau et Michèle Choulet (DVD, 29,37 %) et Delphine Mehallel et Jean-Marc Minetto (Union à gauche avec des écologistes, 26,3 %).
Le second tour des élections est marqué une nouvelle fois par une abstention massive équivalente au premier tour. Les taux de participation sont de 34,36 % au niveau national, 26,47 % dans le département et 31,66 % dans le canton de Villemomble. Jean-Michel Bluteau et Michèle Choulet (DVD) sont élus avec 60,92 % des suffrages exprimés (7 011 voix pour 12 190 votants et 38 507 inscrits),,. 

## Composition

### Composition avant 2015
Le canton était constitué, avant 2015, par la seule commune de Villemomble.
| Nom                     | Code Insee | Codepostal | Superficie (km2) | Population (dernière pop. légale) | Densité (hab./km2) |
| ----------------------- | ---------- | ---------- | ---------------- | --------------------------------- | ------------------ |
| Villemomble (chef-lieu) | 93077      | 93250      | 4,04             | 28 664 (2012)                     | 7 095              |

### Composition depuis 2015
Le canton de Villemomble comprend désormais trois communes entières.
| Nom                                 | Code Insee | Intercommunalité         | Superficie (km2) | Population (dernière pop. légale) | Densité (hab./km2) | Modifier                                    |
| ----------------------------------- | ---------- | ------------------------ | ---------------- | --------------------------------- | ------------------ | ------------------------------------------- |
| Villemomble (bureau centralisateur) | 93077      | Métropole du Grand Paris | 4,04             | 29 973 (2022)                     | 7 419              | modifier les données · modifier les données |
| Neuilly-Plaisance                   | 93049      | Métropole du Grand Paris | 3,42             | 21 914 (2022)                     | 6 408              | modifier les données · modifier les données |
| Le Raincy                           | 93062      | Métropole du Grand Paris | 2,24             | 14 778 (2022)                     | 6 597              | modifier les données · modifier les données |
| Canton de Villemomble               | 9321       |                          | 9,70             | 66 665 (2022)                     | 6 873              | modifier les données                        |

## Démographie

### Démographie avant 2015
| 1968   | 1975   | 1982   | 1990   | 1999   | 2006   | 2011   | 2012   |
| ------ | ------ | ------ | ------ | ------ | ------ | ------ | ------ |
| 28 756 | 28 727 | 27 571 | 26 863 | 26 995 | 28 339 | 28 368 | 28 664 |

### Démographie depuis 2015
En 2022, le canton comptait 66 665 habitants, en évolution de +1,42 % par rapport à 2016 (Seine-Saint-Denis : +4,67 %, France hors Mayotte : +2,11 %).
| 2013   | 2018   | 2022   |
| ------ | ------ | ------ |
| 64 266 | 65 628 | 66 665 |